# جوان كيرسي
جوان كيرسي (بالإنجليزية: Joan Kersey)‏ هي عاملة اجتماعية أسترالية، ولدت في 6 أكتوبر 1926، وتوفيت في 2013.